# 自行火炮

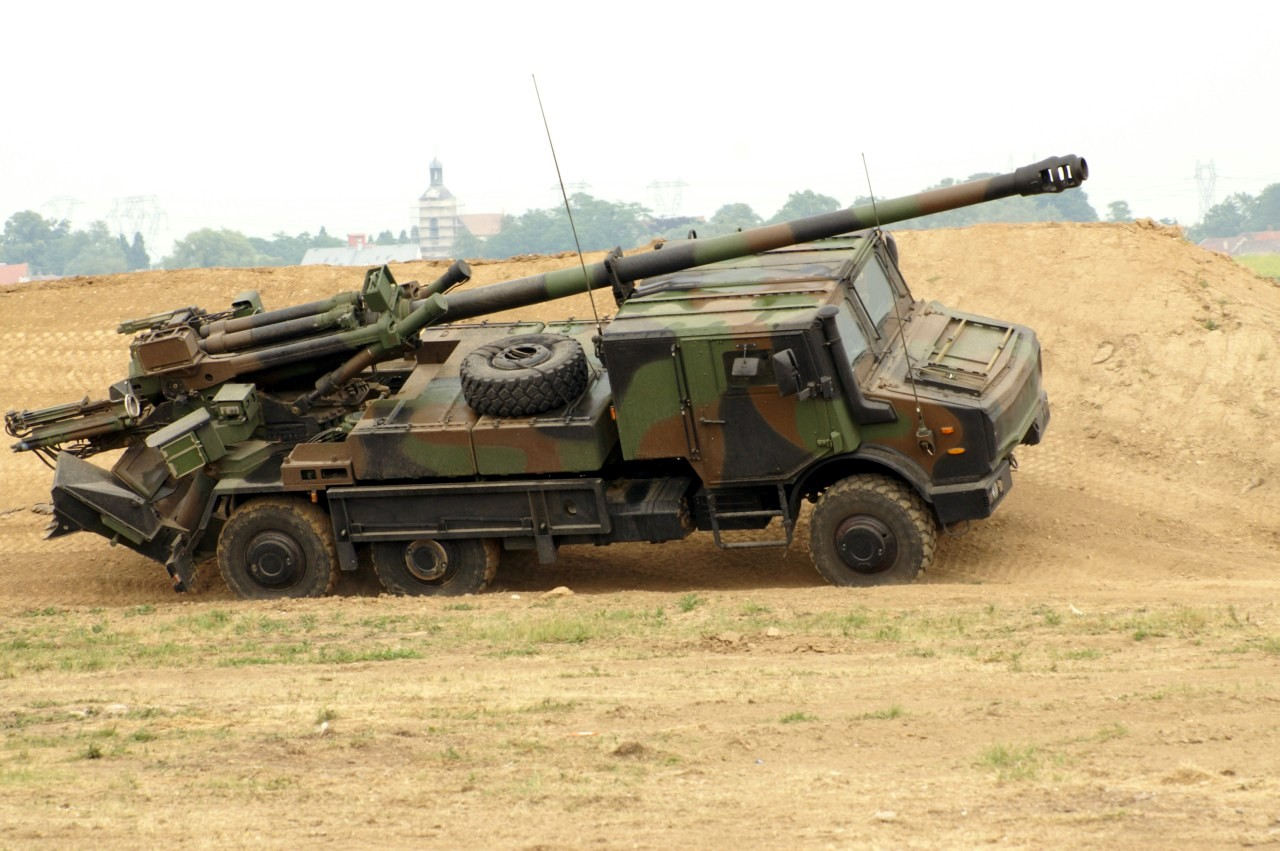
法國CAESAR自行火炮，攜帶一門TRF1 155毫米加榴炮，採用烏尼莫克卡車改裝。

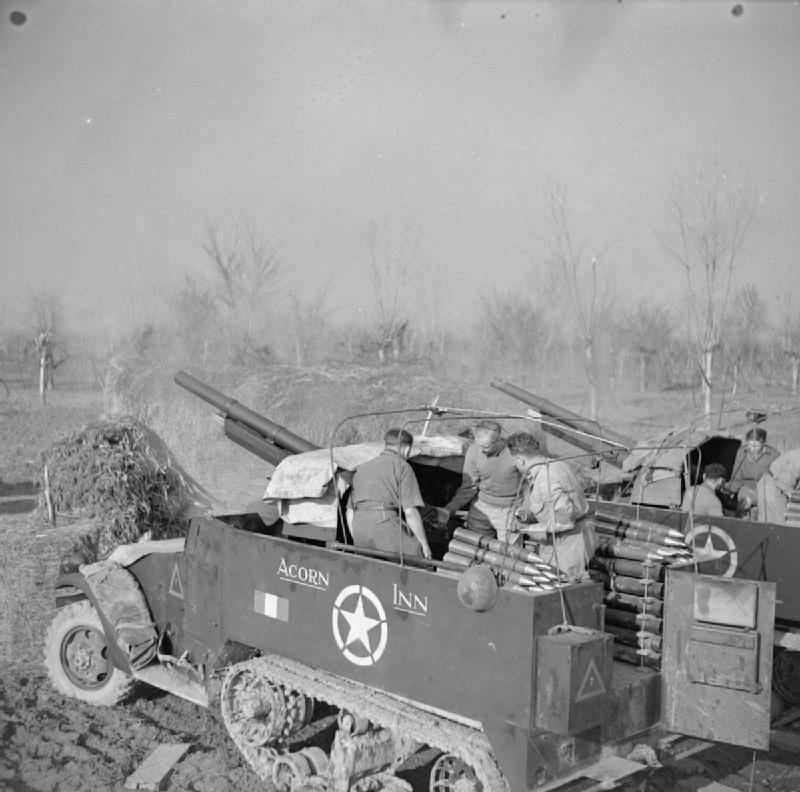
美國在第二次世界大戰時期服役的M3 75毫米自走砲，攜帶一門M1897式75mm野戰炮，採用M3半履帶車改裝。

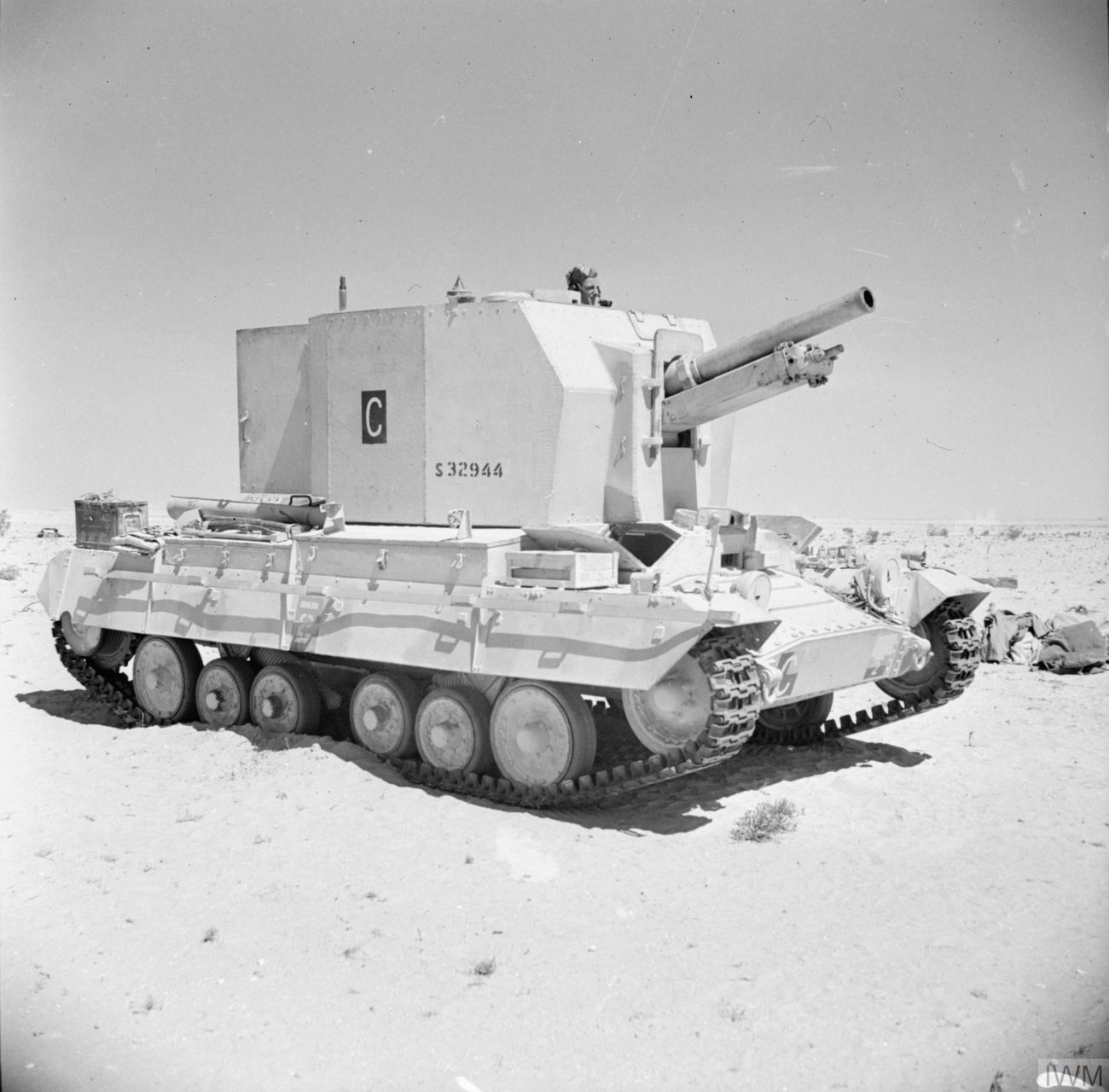
英國在第二次世界大戰時期服役的主教自走炮，攜帶一門QF 25磅榴彈炮，採用瓦倫丁戰車改裝。

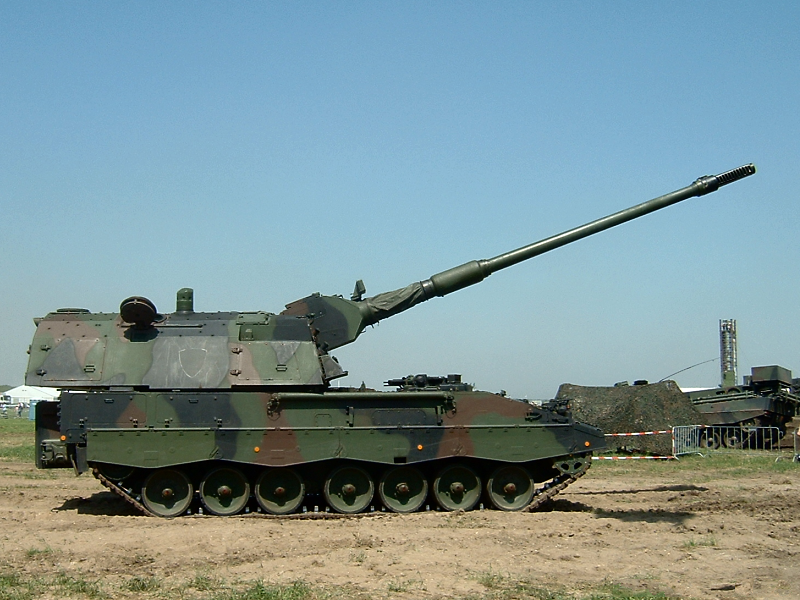
德製PzH2000自行榴彈砲，此砲具備更強的裝甲與動力系統。

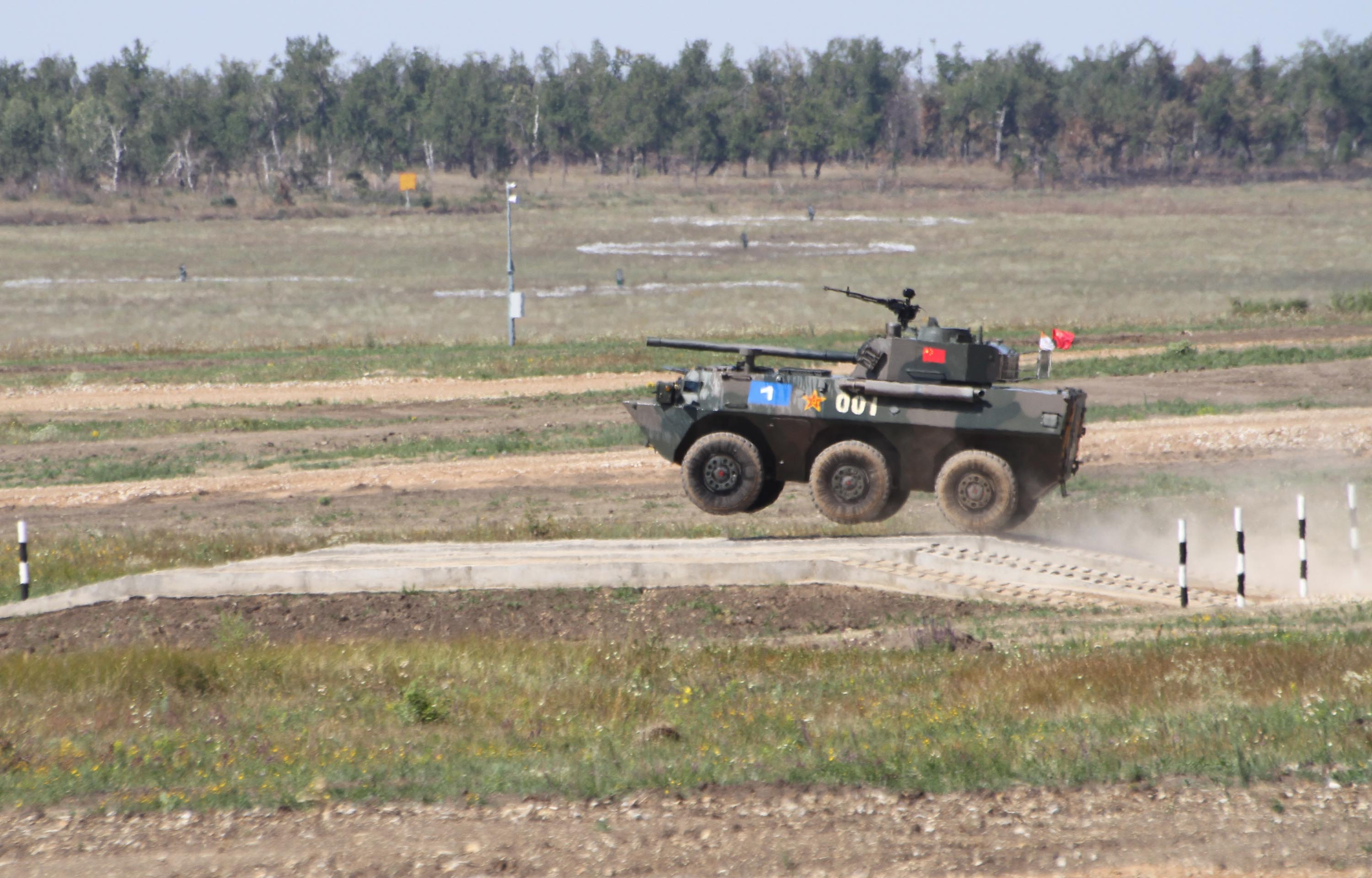
中國05式自行迫榴炮配合各式通用作戰平台，結合迫擊砲和榴彈砲的特色。

自行火炮（英語：Self-propelled artillery），指安裝於交通工具上，例如使用車輛底盤自備動力，无需其他車輛牵引的火炮，大多有輕裝甲保護，火炮一般為榴彈炮、迫擊炮、加農炮、反坦克炮、火箭炮或高射炮等。有別於一般火炮都是拖車掛載，需要利用其他車輛，獸力或者是人力移動，並可能需要安裝的過程。
除了自行火炮之外，還有一種自運火炮（或稱短途自行牽引火炮），是在需要牽引的火炮加上小型汽油引擎的輔助動力裝置APU，除了能夠協助射擊時的操作，還可以做短距離的行動，但是這一種設計並未包含在自走炮的歸類當中，仍屬於牽引火砲如芬蘭155 GH 52 APU。

## 設計
自走炮（自走火炮）发展自火炮，其設計需求是為了跟上摩托化部隊的運動力，以維持火力支援。當摩托化或者是機械化部隊的比例增長的時候，自走炮的需求也隨之成長。隨後由於炮戰快速反應部隊的發展趨勢，開砲後敵人的回擊速度越來越快，自走化也能提高生存率。
自走炮使用的車輛底盤包括改裝自戰車、裝甲車或平板卡車等，或是專門設計的履帶或是輪型載具等。火炮裝置的方式有直接將牽引火炮放置在車輛上，採用固定，頂部開放的作戰艙，固定但是頂部有保護的作戰艙，或者是完全封閉並且可以旋轉的炮塔。

## 與戰車的差異
自走炮與戰車在外型上有相似之處，有些戰車的設計也以提供步兵火力支援為主要任務之一，但自行火炮本质上仍与坦克不同。自走炮仍属于后方支援的炮兵武器，只是可以自行驱动无须牵引。戰車则是前线突击武器。因此各方面作战性能上双方有不少区别。
- 戰車对防御要求很高，因此重量高、裝甲厚，以便抵抗敌方火力。自走炮因为主要部署在战线后方，对防御要求不高。裝甲只以防護機槍、小口徑機炮或者是炮彈近距離的碎片為目的。
- 戰車的戰車炮為了貫穿戰車裝甲，因此火炮炮口初速較高；自走炮則不需要。
- 戰車需要高命中率，因此瞄准系统精密。自走炮以間接瞄準的遠距離炮擊、火力覆盖為主，对瞄准要求不高，有些自走炮並未配備直接瞄準用的瞄準具，而是發射智能彈藥。
- 戰車不需要強調高仰角射擊能力；而自走炮为了追求火力覆盖范围，需要这方面的性能。
- 戰車多在前線地段直接作戰，需要应付瞬息万变的战况，对运动性能和砲口靈活度要求高；自走炮因为主要在后方进行火力支援，故只需重視火力，无须过分追求运动性能砲口靈活度。也因此不少自走炮只採用簡易的驅動系統，甚至沒有旋轉砲塔的設計。
- 自走炮大多彈藥下降時間長載彈多。

## 坦克歼击车
坦克歼击车為自行火炮的延伸，與自行火炮一樣，搭載了重火力的炮管，同時也有很多也無法旋轉的炮塔設計，但不同的是坦克歼击车強化了裝甲和車輛性能，使它能與一般坦克一樣快速進入戰場進行火力支援。不過大部分坦克歼击车的俯仰角较窄，因此射界較為受限，同時相对于一般坦克来说坦克歼击车大部分缺乏靈活度高的旋轉炮塔，攻擊應變力較差，比較適合定點部署狙擊進攻敵人的防禦性作戰。部分坦克歼击车也有和一般坦克相似的可旋转的炮塔，如：美國的M10狼獾、M18地獄貓、M36傑克遜等的砲塔可360度旋轉。